# Oscar Ustari
Oscar Alfredo Ustari (* 3. Juli 1986 in América, Buenos Aires) ist ein argentinischer Fußballtorhüter.

## Karriere
In den Spielzeiten 2005/06 und 2006/07 war Oscar Ustari Stammtorhüter beim argentinischen Erstligaclub CA Independiente. Große Erfolge hatte er bereits in den Jugendauswahlen seines Landes. In der U-17 und der U-20 war er Stammtorhüter der jeweiligen Mannschaft und spielte 2003 bzw. 2005 bei den Juniorenweltmeisterschaften. In den Niederlanden 2005 holte er mit Argentinien den WM-Titel.
Obwohl er bis dahin noch nicht in der A-Nationalmannschaft zum Einsatz gekommen war, fuhr er als dritter Torhüter im Aufgebot Argentiniens für die Fußball-Weltmeisterschaft 2006 mit nach Deutschland. Ustari war der zweitjüngste Spieler im Team und gut 14 Jahre jünger als seine beiden Torwartkollegen.
Zur Saison 2007/08 wechselte Ustari zum spanischen Erstligisten FC Getafe. Dort unterschrieb er bis 2013.
Am 22. August 2007 gab er im Freundschaftsspiel gegen Norwegen sein Debüt in der argentinischen Nationalmannschaft.
Im Jahr 2008 nahm er mit der argentinischen Auswahl an den olympischen Spielen teil und konnte dort den Titel gewinnen.
Im Sommer 2012 wechselte er zurück nach Argentinien zum Traditionsclub Boca Juniors.
Nachdem er seit Sommer 2013 bei UD Almería unter Vertrag stand, schloss er sich in der Winterpause der Saison 2013/14 dem Premier-League-Verein AFC Sunderland an. Er besitzt in Sunderland einen Vertrag bis Sommer 2014.

## Titel / Erfolge
- Junioren-Weltmeister: 2005 (U-20)
- Olympiasieger: 2008